# 地中海榮耀號
地中海榮耀號（MSC Bellissima）是一艘由地中海郵輪运营的游轮。該郵輪是在位於法国圣纳泽尔的大西洋造船廠建造的。 最大載客量可容纳5,686名乘客。
該船於2017年11月15日開始铺设龙骨。  2018年12月进行海上測試。 2019年3月正式命名並投入商業運行。

## 事故

### 新冠疫情
2020年3月21日，印度特伦甘纳邦的官員表示，地中海榮耀號一名33岁船员的嚴重急性呼吸綜合症冠狀病毒2型检测呈阳性。 

### 機械故障
2024年12月4日，地中海榮耀號從台灣基隆港出發，前往日本沖繩縣的石垣島、宮古島和那霸；12月6日抵達那霸後，該郵輪發生引擎故障，因而滯留在那霸港口，並造成後續前往石垣島的航程取消；船公司後來宣布，除全額退費補償外，並會安排滯留在那霸的旅客，轉搭飛機返回台灣。

## 航線
2023年冬季航行於亞洲包含上海、日本、基隆。2024年6月基隆執行母港航次 6月之後會行駛於中國深圳及上海，11月再到日本及基隆雙母港航次直至2025年1月。之後母港又再度搬回上海。